# KkStB 389
A kkStB 389 sorozat egy szertartályosgőzmozdony-sorozat volt a Császári és Királyi Osztrák Államvasutaknál (k.k. österreichische Staatsbahnen, kkStB), amely mozdonyok eredetileg az Osztrák Északnyugat Vasúttól ( Österreichische Nordwestbahn, ÖNWB) származtak.
Az ÖNWB Bécsi Pályaudvarának építéséhez nagy mennyiségű anyag szállítására volt szükség, ezért négy db kétcsatlós kis szertartályos mozdonyt rendeltek a Sigl bécsi mozdonygyárától. Ezek külsőkeretes, Hall forgattyús, lelógó tűzterű mozdonyok voltak. Az építkezés befejeztével az ÖNWB a kis mozdonyokat nem tudta használni. Rövid ideig tolatószolgálatra használták, majd 1876-ban átépítették B1 tengelyelrendezésűvé őket. 1890-ig Bécs és Stockerau között használták. 1888-ban új kazánt kaptak.
Az ÖNWB 1-4 (később 401-404) pályaszámokat adott nekik és a VIII osztályba sorolta. A 482-t és a 484-et 1909-ben selejtezték. Az államosítás után a kkStB a megmaradt két mozdonyt a kkStB 389 sorozatba osztotta és 1912-ben és 1915-ben selejtezte őket.
| Műszaki adatok                    |         |         |         |
| Jelleg:                           | B n2t   | B1 n2t  | B1 n2t  |
|                                   | 1869    | 1886    | 1896    |
| Hengerátmérő:                     | 342 mm  | 342 mm  | 342 mm  |
| Dugattyúlöket:                    | 580 mm  | 580 mm  | 580 mm  |
| Hajtókerék-átmérő:                | 1185 mm | 1185 mm | 1195 mm |
| Futókerékátmérő:                  | –       | 950 mm  | 950 mm  |
| Csatolt kerekek tengelytávolsága: | 2529 mm | 2530 mm | 2530 mm |
| Össztengelytávolság:              | 2529 mm | 4795 mm | 4795 mm |
| Csőfűtőfelület:                   | 53,9 m² | 82,0 m² | 82,0 m² |
| Sugárzó fűtőfelület:              | 4,0 m²  | 5,7 m²  | 5,7 m²  |
| Rostélyfelület:                   | 0,77 m² | 1,20 m² | 1,20 m² |
| Gőznyomás:                        | 8,0     | 10,0    | 10,0    |
| Üres tömeg:                       | 15,60 t | 28,40 t | 31,50 t |
| Tapadási tömeg:                   | 21,80 t | 24,00 t | 26,85 t |
| Szolgálati tömeg:                 | 21,80 t | 36,00 t | 40,65 t |
| Vízkészlet:                       | n.a.    | 2,5 m³  | 2,5 m³  |
| Tüzelőanagkészlet:                | n.a.    | 3,5 m³  | 4,9 m³  |
| Hossz:                            | 7,586 m | 9,709 m | 9,709 m |
| Magasság:                         | 4,109 m | 4,021 m | 4,021 m |
| Legnagyobb sebesség:              | n.a.    | 50 km/h | 45 km/h |

## Fordítás
Ez a szócikk részben vagy egészben  a   kkStB 389 című német Wikipédia-szócikk fordításán alapul.  Az eredeti cikk szerkesztőit annak laptörténete sorolja fel. Ez a jelzés csupán a megfogalmazás eredetét és a szerzői jogokat jelzi, nem szolgál a cikkben szereplő információk forrásmegjelöléseként.